# Fire and Fear (PENGUIN RESEARCHの曲)
「Fire and Fear」（ファイア・アンド・フィアー）は、PENGUIN RESEARCHの楽曲。同バンドの7枚目のシングルとして2024年7月24日に発売。発売元はSACRA MUSIC。

## 概要
前作「変幻自在」より1年半ぶりのシングル。
表題曲「Fire and Fear」は、TVアニメ『杖と剣のウィストリア』オープニングテーマとなっている。
カップリングのうち「蝉人間」は、PENGUIN RESEARCHとしては初となるBa・堀江晶太メイン歌唱楽曲である。一方、「who are you? who are you?」は、堀江晶太 feat. 生田鷹司名義にて、音楽ゲーム『太鼓の達人』のレーベル・WADIVE RECORDのために書き下ろされた楽曲である。本作には、PENGUIN RESEARCHメンバーが新たにレコーディング・リミックスしたバージョンが収録されている。堀江は「リスアニ!」とのインタビューの中で、「本作の収録に向け、堀江が簡易なアレンジを複数作り、メンバーからの意見を聞きながら作業を進めるうちに騒々しい曲になる」という、いつものPENGUIN RESEARCHのパターンで作られたと話している。堀江は、各パートのアレンジやフレーズはバンドメンバー任せであり、それをミックスした結果自由度が高い楽曲になったと話している。
通常盤と期間生産限定盤の2形態で販売され、期間生産限定盤はアニメ描きおろしイラスト使用三方背ケース仕様になっており、付属BDには「Fire and Fear」のMVと「YATSUATARI」のLive Movieが収録される。

## 収録曲
| 全作詞・作曲: 堀江晶太、全編曲: 堀江晶太、PENGUIN RESEARCH。 |                                 |          |            |
| #                                                            | タイトル                        | 作詞     | 作曲・編曲 |
| 1.                                                           | 「Fire and Fear」               | 堀江晶太 | 堀江晶太   |
| 2.                                                           | 「蝉人間」                      | 堀江晶太 | 堀江晶太   |
| 3.                                                           | 「who are you? who are you?」   | 堀江晶太 | 堀江晶太   |
| 4.                                                           | 「Fire and Fear」(Instrumental) | 堀江晶太 | 堀江晶太   |
| 5.                                                           | 「Fire and Fear」(TV size)      | 堀江晶太 | 堀江晶太   |
| 合計時間:                                                    | 合計時間:                       | 0:00     |            |

| #         | タイトル                                 | 作詞 | 作曲・編曲 |
| --------- | ---------------------------------------- | ---- | ---------- |
| 1.        | 「Fire and Fear」(MV)                    |      |            |
| 2.        | 「「YATSUATARI」Live Movie@新代田FEVER」 |      |            |
| 合計時間: | 合計時間:                                | 0:00 |            |